# Avenue Gambetta (Bois-Colombes)
Pour les articles homonymes, voir Avenue Gambetta.
L'avenue Gambetta est une voie de communication de Bois-Colombes, en France.

## Situation et accès

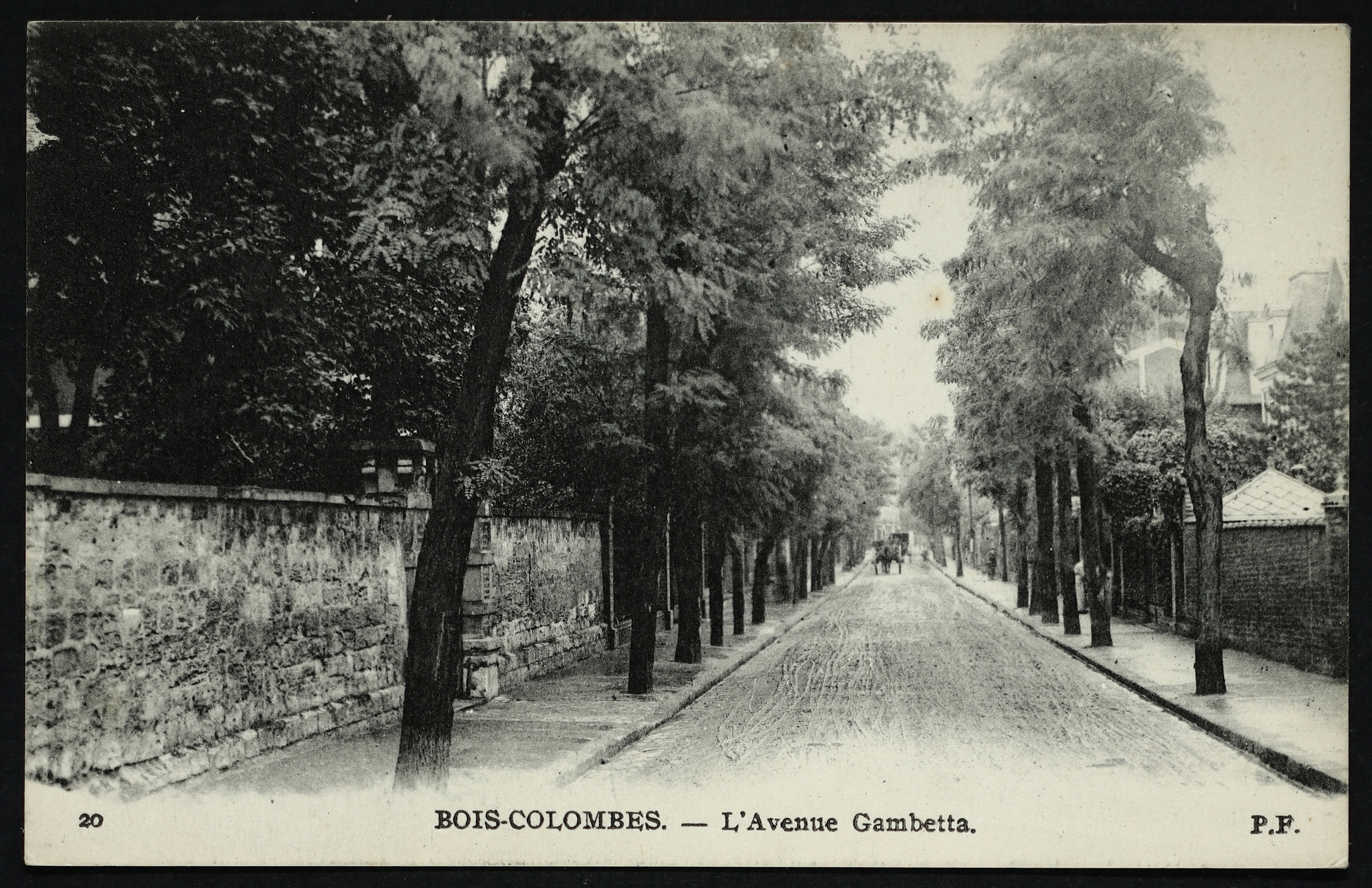
Bois-Colombes, avenue Gambetta.

Elle se termine à l'est, à l'ancienne place Centrale, carrefour de la rue du Général-Leclerc, de la rue Géraldy et de la rue Leconte.

## Origine du nom

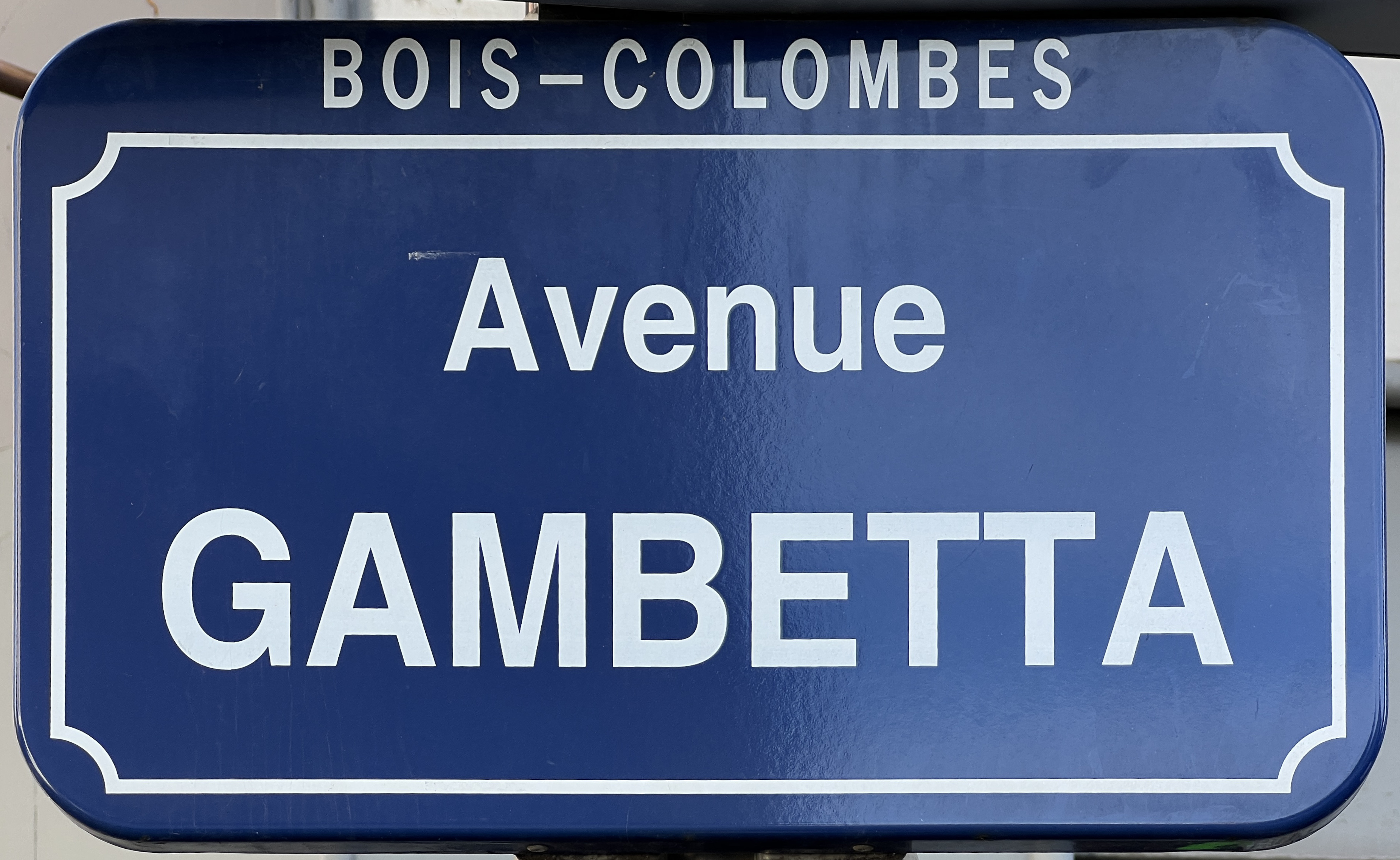
Plaque Avenue Gambetta, en 2022.

Cette avenue a été renommée en hommage à Léon Gambetta, homme politique français.
Elle a toutefois gardé son nom d'origine dans sa partie occidentale.

## Historique

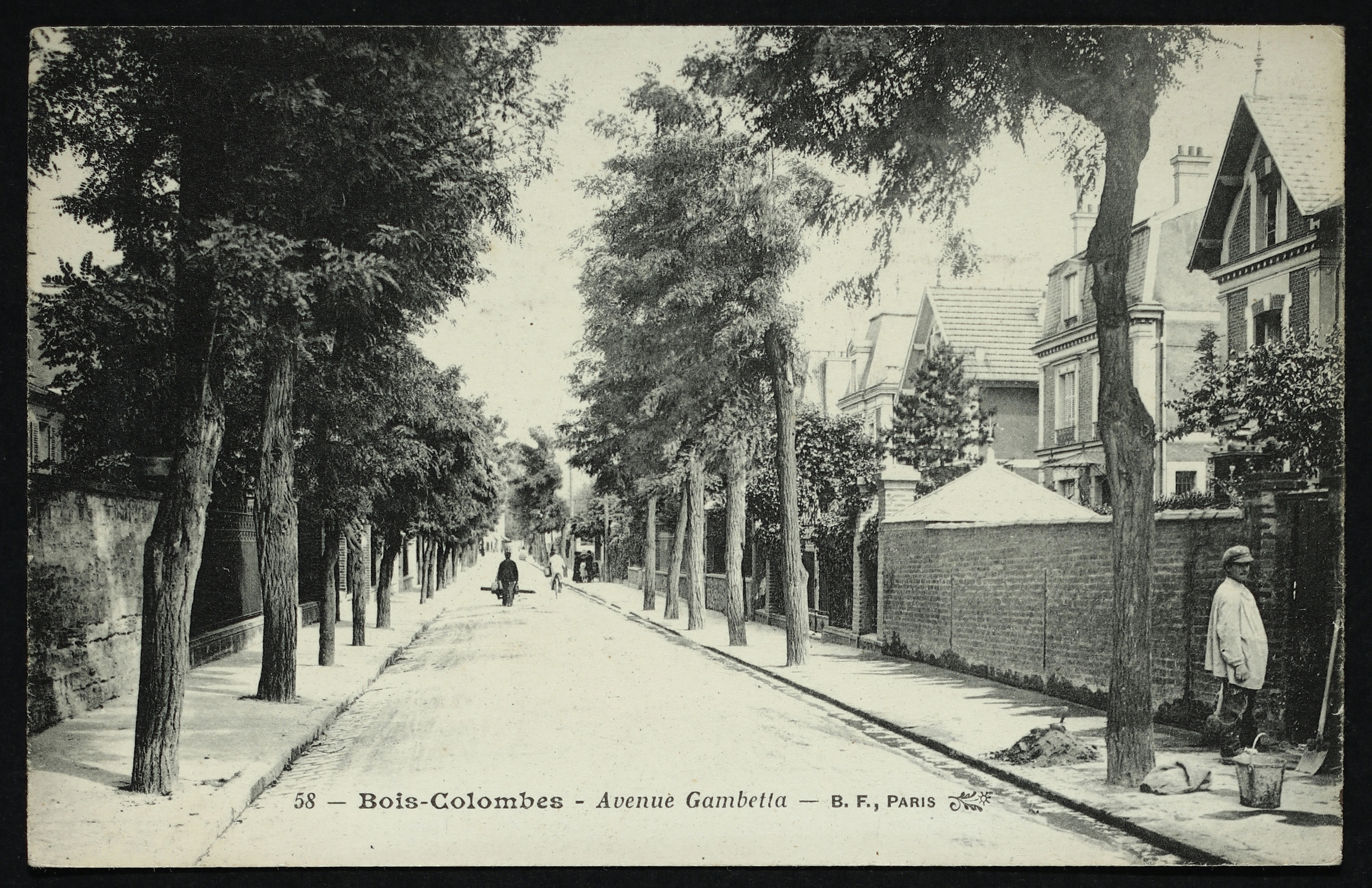
Carte postale de l'avenue Gambetta au début du XXe siècle.

L'historique de cette avenue n'est pas connu. Elle a parfois été appelée rue Centrale.

## Bâtiments remarquables et lieux de mémoire

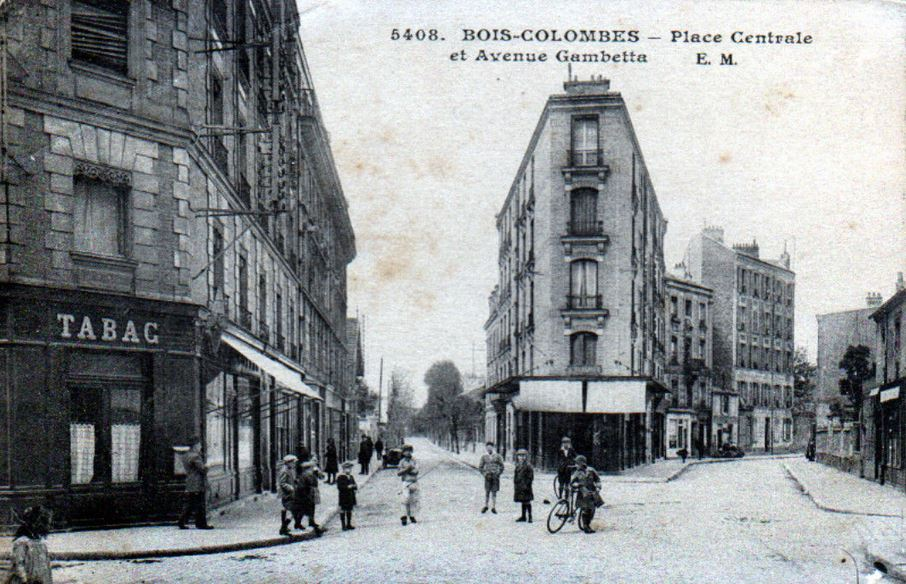
Place Centrale et avenue Gambetta.

- Le compositeur Henry Litolff a vécu au no 8 avenue Centrale, aujourd'hui l'avenue Gambetta[3].
- Au no 10 se trouve une maison construite en 1939 par l'architecte Albert Feuillastre, inscrite à l'inventaire général[4].